# Boogie woogie
Boogie woogie är en pianostil i jazz med monotont upprepad basmelodi utvecklad ur blues. Den uppkom i USA:s sydstater omkring år 1900 och var populär i slutet av 1930-talet och början av 1940-talet, med musiker som Albert Ammons, Meade "Lux" Lewis och Pete Johnsson.
Ursprunget kan spåras långt bakåt till 1800-talet, men genombrottet kom när en ny kultur yttrade sig bland fattiga svarta som ordnade fester, rent parties, för att få ihop pengar till hyran. Billigaste underhållning fick man genom att hyra en pianist, som ensam fick stå för musiken att dansa och lyssna till. Företeelsen blev mycket vanlig och många förnämliga pianister formades, samtidigt som publiken blev kräsnare och kräsnare.
Medan blues traditionellt skildrar problem eller olycka, så är boogie woogie förknippad med rent parties i Chicago och sällskapsdans. Den första boogie woogie-hitlåten var Pinetop's Boogie Woogie av Pinetop Smith, inspelad 1928 och utgiven 1929. Låten bidrog till att etablera termen boogie woogie som namn på musikstilen, även om termen kan spåras så långt tillbaka som till 1900.
Boogie woogie blev allmänt uppmärksammad 1937-1938 i From Spirituals to Swing-konserterna som hölls i Carnegie Hall, lanserade av musikproducenten John Hammond. Trots att musikstilen bara var riktigt populär under ett fåtal år kom den starkt att bidra till utvecklingen av jump blues och slutligen rock'n'roll, främst representerat av Jerry Lee Lewis, Ray Charles, Little Richard och Fats Domino. I mångt och mycket är stora delar av tonspråk, harmonier och rytm desamma i rock'n'roll som i boogie woogie, med den stora skillnaden att efterkrigstidens glada konstruktörsanda hade skapat elgitarren, elbasen och det moderna trumsetet.
De mest kända musikerna från Sverige som spelat boogie woogie är Charlie Norman, Robert Wells och Rune Öfwerman och på senare år Ulf Sandström i Jump4joy.